# Dennis Alexander
Pour les articles homonymes, voir Alexander.
Ne doit pas être confondu avec Alexander Dennis.
Dennis Alexander, né le 10 décembre 1947 à Dodge City, est un compositeur, pianiste et éducateur musical américain, affilié à Alfred Music (en) depuis 1986. Il est aussi clinicien.

## Biographie
Dennis Alexander naît à Dodge City, au Kansas, en 1947. Il étudie à l'Université du Kansas sous Richard Reber. En 1972, il joint la faculté de piano de l'Université du Montana et était le directeur de son département, tout en continuant à enseigner le piano et la pédagogie musicale. En 1987, il commence à se produire au Carnegie Hall de New York avec le violoniste Walter Olivares. Il devient aussi l'accompagnateur de nombreux musiciens. En 2009, il est invité par l'Association nationale des professeurs de musique (en) à leur convention annuelle pour donner la classe de maître pour le niveau intermédiaire. En 2014, il est juge pour une compétition musicale en Inde,.
En 1996, il prend sa retraite et n'enseigne plus à l'Université du Montana. Il vit actuellement à Albuquerque, au Nouveau-Mexique. Au cours de sa carrière, il a reçu de nombreuses commandes de différentes institutions, comme l'organisation des professeurs de musique du Montana pour sa convention annuelle, et le Goshen College. Une de ses œuvres les plus notables a été ses 24 Character Preludes,. Il existe un festival de piano nommé en son honneur, organisé annuellement au College of Saint Benedict and Saint John's University (en), dans le Minnesota.

## Œuvres
Les œuvres d'Alexander sont publiées par Alfred Music.

### Cahiers d'exercices
- Premier Piano Course :
  - Theory (niveau 1 à 3)
  - Lesson (niveau 1 à 3)
  - Performance (niveau 1 à 3)
  - Christmas (niveau 1)
- Alfred's Basic Adult Piano Course: All-Time Favorites ;
- Nocturnes ;
- Alfred's Basic Piano Library: Duet Book ;
- Five-Star Solos.